# Rhinobatos holcorhynchus
Rhinobatos holcorhynchus és un peix marí de la família dels rinobàtids i de l'ordre dels rajiformes present des de les costes de Kenya fins a les de KwaZulu-Natal (Sud-àfrica). És ovovivípar. Pot atènyer fins a 127 cm de llargària total.